# Michele Antonio Grandi
Pour les articles homonymes, voir Grandi.
Michele Antonio Grandi, né à  Carrare en 1635 et mort en 1707, est un sculpteur italien.

## Biographie
Michele Antonio Grandi est le fils de Pietro Grandi tous les deux actifs à la cour de Francesco Gonzaga II à Modène. Il est connu célèbre pour ses clavecins,  violons et ses guitares, qu'il fabriquait entièrement en marbre. Il a également travaillé comme sculpteur dans une chapelle de l'église du Gesù à Rome, ainsi qu'au palais ducal de Modène.

## Œuvres
- Guitare et clavecin en marbre de Carrare à la Galleria Estense, Modène[3].